# Evangelisch-Lutherische Kirche Triest

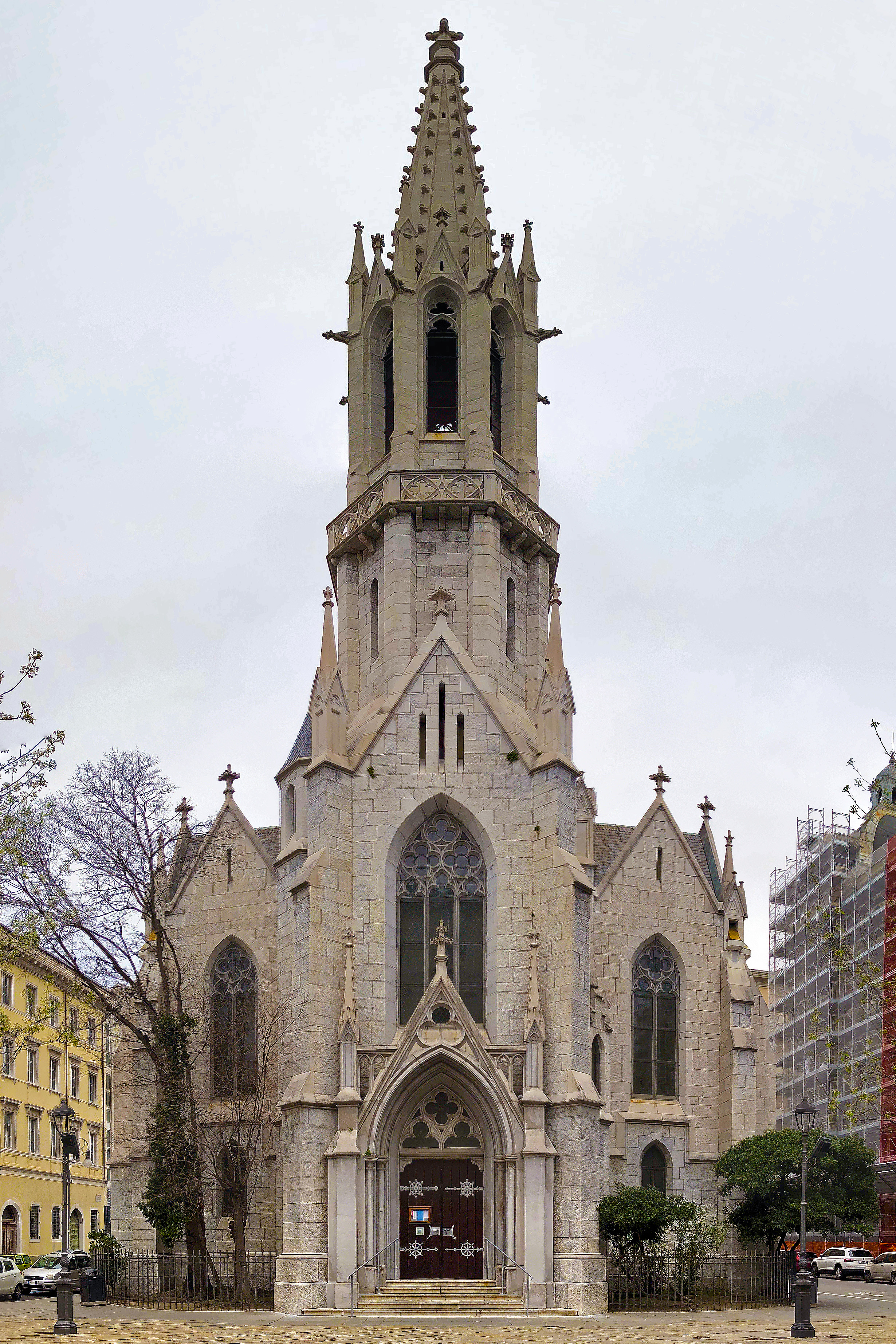
Triest, Evangelisch-Lutherische Kirche

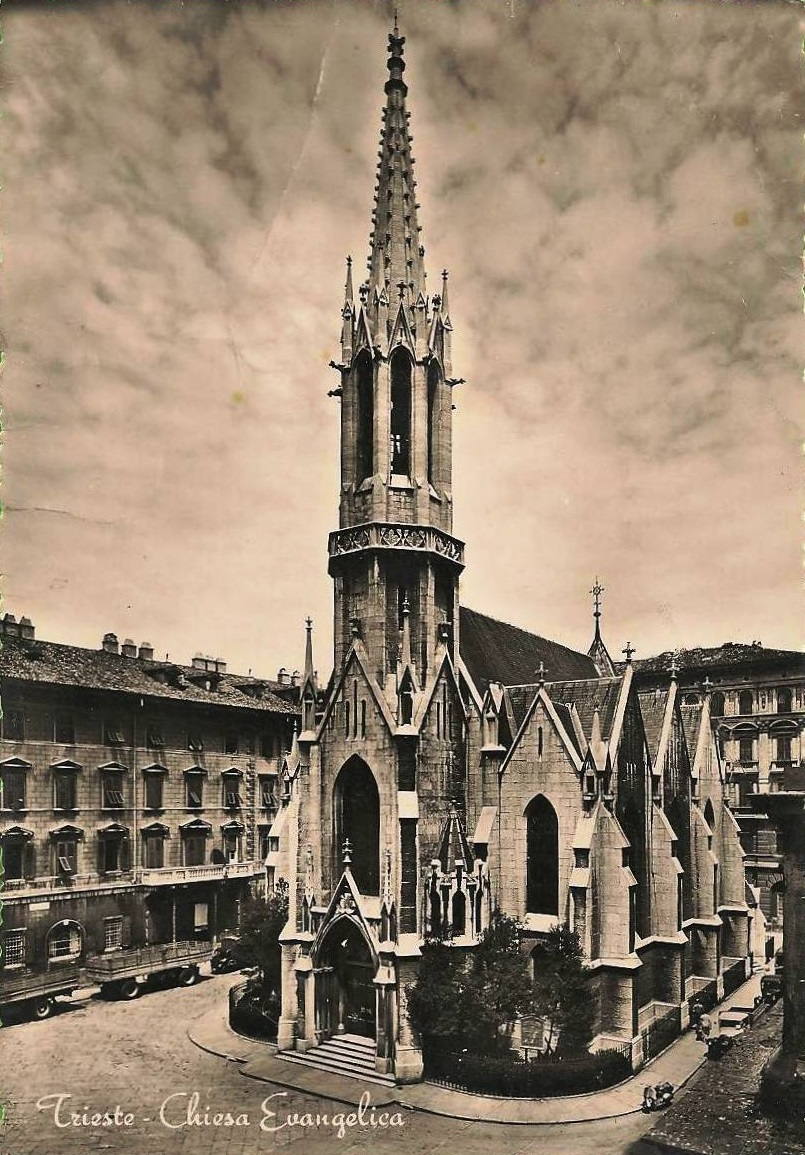
Historische Aufnahme

Die Evangelisch-Lutherische Kirche (italienisch: Chiesa evangelica luterana) ist ein Kirchenbauwerk in Triest in Italien. Bis 1918 bildete sie ein eigenes Seniorat in der Superintendentur Wien, seit 1949 ist sie Teil der Evangelisch-Lutherischen Kirche in Italien.

## Geschichte
Die evangelische Kirchengemeinde in Triest geht zurück auf das Jahr 1718, als sich fünf Händlerfamilien evangelischer Konfession in der Hafenstadt niederließen. Erst im Zuge der josephinischen Reformen konnte eine offizielle Kirchengemeinde Augsburgischen Bekenntnisses gegründet werden, die 1785 eine säkularisierte Klosterkirche erwarb und im darauffolgenden Jahr als Trinitatiskirche (Chiesa della Trinità) dem protestantischen Ritus widmete. Die heutige Kirche wurde 1871 bis 1874 nach Plänen des Breslauer Stadtbaurats und nachmaligen (ab 1872) Hamburger Baudirektors Carl Johann Christian Zimmermann als eine neugotische dreischiffige Hallenkirche mit vorgesetztem Turm und polygonaler Apsis erbaut, die Bauausführung lag in den Händen der triestinischen Architekten Giovanni Andrea Berlam und Giovanni Scalmanini. Als Geschenk Kaiser Wilhelms I. erhielt die Kirche anlässlich ihrer Fertigstellung ein von der Glockengießerei Hilzer in Wiener Neustadt gegossenes Geläut aus während des Deutsch-Französischen Kriegs erbeuteten Kanonen.
In den Jahren 1983 bis 1985 erfolgte eine Restaurierung der Kirche.

## Ausstattung
Das Mittelfenster der Apsis enthält die Darstellung der Verklärung Christi nach Raffael, geschaffen 1872 von dem Institut für kirchliche Glasmalerei des Franz Xaver Zettler in München. Unter der Orgelempore befindet sich das großfigurige Grabmal des Bankiers Georg Heinrich Trapp, geschaffen 1823 von Antonio Bosa in Anlehnung an das Grabmal für Erzherzogin Marie Christine von Antonio Canova in der Wiener Augustinerkirche.
Die Kirche besitzt eine von Georg Friedrich Steinmeyer in Oettingen gebaute, 1985 restaurierte Orgel in neugotischem Prospekt.